# Statistiche e record del Palermo Football Club

Una formazione del Palermo nella stagione 2003-2004, culminata nella promozione in Serie A dei rosanero - a distanza di trentuno anni dall'ultima partecipazione - frutto della vittoria del campionato di Serie B con un totale di 83 (secondo miglior punteggio per il club in cadetteria).

Nella presente pagina sono riportate le statistiche e i record del Palermo Football Club, società calcistica italiana con sede a Palermo.
I dati e i record generali del Palermo qui riportati, a partire dalle partecipazioni alle coppe nazionali, riguardano, esclusivamente, quelli stabiliti dalla stagione calcistica 1929-1930, ovvero dall'unificazione dei campionati proprio del 1929, sino a quella attuale. Altre statistiche precedenti non sono disponibili.

## Statistiche e record individuali
Il giocatore che detiene il record di presenze in Serie A è Fabrizio Miccoli con 165, mentre il calciatore rosanero con il maggior numero di presenze in tutte le competizioni è Roberto Biffi con 373.
Sempre Miccoli è il miglior marcatore, sia in Serie A (74 reti) che in assoluto (81). Luca Toni è il migliore marcatore del Palermo in un campionato a girone unico, con 30 gol realizzati in Serie B nel 2003-2004.

## Statistiche di squadra

### Bilancio incontri

#### Generale
|                                          |                                      | Competizione          | G    | V    | N    | P    | GF   | GS   |
| Competizioni nazionali                   |                                      |                       |      |      |      |      |      |      |
| Competizioni nazionali                   | Campionati a girone unico            |                       |      |      |      |      |      |      |
| ---------------------------------------- | ------------------------------------ | --------------------- | ---- | ---- | ---- | ---- | ---- | ---- |
| Competizioni nazionali                   | Campionati a girone unico            | Campionato di Serie A | 1032 | 307  | 285  | 440  | 1157 | 1538 |
| Competizioni nazionali                   | Campionati a girone unico            | Campionato di Serie B | 1720 | 601  | 642  | 477  | 1978 | 1715 |
| Competizioni nazionali                   | Campionati non a girone unico        |                       |      |      |      |      |      |      |
| Competizioni nazionali                   | Serie mista A-B Centro-Sud           | 20                    | 6    | 5    | 9    | 16   | 23   |      |
| Competizioni nazionali                   | Serie C                              | 424                   | 186  | 153  | 85   | 522  | 337  |      |
| Competizioni nazionali                   | Serie C2                             | 34                    | 19   | 11   | 4    | 57   | 21   |      |
| Competizioni nazionali                   | Serie D                              | 26                    | 20   | 3    | 3    | 47   | 16   |      |
| Competizioni nazionali                   | Coppe / Altre competizioni nazionali |                       |      |      |      |      |      |      |
| Competizioni nazionali                   | Coppa Italia                         | 210                   | 64   | 55   | 91   | 238  | 278  |      |
| Competizioni nazionali                   | Coppa Italia Serie C                 | 77                    | 36   | 25   | 16   | 107  | 65   |      |
| Competizioni nazionali                   | Coppa Italia Serie D                 | 1                     | 0    | 1    | 0    | 1    | 1    |      |
| Competizioni nazionali                   | Supercoppa Serie C                   | 2                     | 0    | 0    | 2    | 0    | 5    |      |
| Competizioni nazionali                   | Totale competizioni nazionali        | 3546                  | 1239 | 1180 | 1127 | 4123 | 3999 |      |
| Competizioni internazionali              |                                      |                       |      |      |      |      |      |      |
| Competizioni UEFA /Competizioni Non-UEFA |                                      |                       |      |      |      |      |      |      |
| Coppa UEFA + UEFA Europa League          | 28                                   | 13                    | 6    | 9    | 38   | 32   |      |      |
| Coppa dell'Europa Centrale               | 4                                    | 2                     | 0    | 1    | 4    | 5    |      |      |
| Coppa delle Alpi                         | 2                                    | 1                     | 1    | 0    | 4    | 2    |      |      |
| Totale competizioni internazionali       | 34                                   | 16                    | 7    | 11   | 46   | 39   |      |      |
| TOTALE                                   | TOTALE                               | TOTALE                | 3580 | 1255 | 1187 | 1138 | 4169 | 4038 |

Dati aggiornati al 16 agosto 2025.

#### Bilancio contro le altre squadre affrontate nei campionati di Serie A
La tabella seguente riporta il bilancio complessivo del Palermo contro le squadre affrontate nei campionati di Serie A dal 18 settembre 1932 al 28 maggio 2017.
Dati aggiornati fino al 28 luglio 2017, ultima gara disputata dal Palermo in Serie A.
Saldo: : positivo; : neutro; : negativo.
| Squadra         | G  | VC | PC | SC | VF | PF | SF | VT | PT | ST | GF | GS  | DR  | Saldo |
| --------------- | -- | -- | -- | -- | -- | -- | -- | -- | -- | -- | -- | --- | --- | ----- |
| Alessandria     | 10 | 4  | 1  | 0  | 0  | 1  | 4  | 4  | 2  | 4  | 13 | 10  | +3  |       |
| Ancona          | 2  | 1  | 0  | 0  | 1  | 0  | 0  | 2  | 0  | 0  | 5  | 1   | +4  | Si    |
| Ascoli          | 4  | 1  | 1  | 0  | 0  | 1  | 1  | 1  | 2  | 1  | 8  | 5   | +3  |       |
| Atalanta        | 44 | 12 | 3  | 7  | 4  | 7  | 11 | 16 | 10 | 18 | 59 | 59  | 0   | No    |
| Bari            | 18 | 5  | 3  | 1  | 1  | 2  | 6  | 6  | 5  | 7  | 20 | 21  | -1  | No    |
| Bologna         | 50 | 14 | 10 | 1  | 3  | 6  | 16 | 17 | 16 | 17 | 54 | 61  | -7  |       |
| Brescia         | 12 | 2  | 3  | 1  | 2  | 2  | 2  | 4  | 5  | 3  | 20 | 20  | 0   | Si    |
| Cagliari        | 28 | 7  | 4  | 3  | 2  | 4  | 8  | 9  | 8  | 11 | 35 | 35  | 0   | No    |
| Carpi           | 2  | 0  | 1  | 0  | 0  | 1  | 0  | 0  | 2  | 0  | 3  | 3   | 0   | Si    |
| Casale          | 4  | 2  | 0  | 0  | 0  | 1  | 1  | 2  | 1  | 1  | 7  | 4   | +3  | Si    |
| Catania         | 18 | 4  | 4  | 1  | 1  | 3  | 5  | 5  | 7  | 6  | 19 | 27  | -8  | No    |
| Cesena          | 6  | 1  | 1  | 1  | 1  | 2  | 0  | 2  | 3  | 1  | 8  | 7   | +1  | Si    |
| Chievo          | 22 | 5  | 4  | 2  | 1  | 4  | 6  | 6  | 8  | 8  | 27 | 27  | 0   | No    |
| Como            | 8  | 4  | 0  | 0  | 0  | 0  | 4  | 4  | 0  | 4  | 14 | 13  | +1  |       |
| Crotone         | 2  | 1  | 0  | 0  | 0  | 1  | 0  | 1  | 1  | 0  | 2  | 1   | +1  | Si    |
| Empoli          | 12 | 2  | 2  | 2  | 1  | 1  | 4  | 3  | 3  | 6  | 8  | 14  | -6  | No    |
| Fiorentina      | 60 | 9  | 8  | 13 | 6  | 3  | 21 | 15 | 11 | 34 | 50 | 85  | -35 | No    |
| Frosinone       | 2  | 1  | 0  | 0  | 1  | 0  | 0  | 2  | 0  | 1  | 6  | 1   | +5  | Si    |
| Genoa           | 38 | 12 | 5  | 2  | 1  | 9  | 9  | 13 | 14 | 11 | 49 | 54  | -5  | Si    |
| Inter           | 58 | 6  | 13 | 10 | 0  | 9  | 20 | 6  | 22 | 30 | 56 | 117 | -61 | No    |
| Juventus        | 56 | 6  | 8  | 14 | 4  | 3  | 21 | 10 | 11 | 35 | 51 | 114 | -63 | No    |
| Lazio           | 54 | 13 | 6  | 8  | 4  | 6  | 17 | 17 | 12 | 25 | 62 | 97  | -35 | No    |
| Lecce           | 10 | 4  | 1  | 0  | 1  | 2  | 2  | 5  | 3  | 2  | 21 | 14  | +7  | Si    |
| Lecco           | 2  | 1  | 0  | 0  | 0  | 0  | 1  | 1  | 0  | 1  | 2  | 2   | 0   |       |
| Legnano         | 2  | 1  | 1  | 0  | 0  | 1  | 1  | 1  | 2  | 1  | 6  | 7   | -1  |       |
| Livorno         | 18 | 6  | 1  | 2  | 5  | 1  | 3  | 11 | 2  | 5  | 35 | 26  | +9  | Si    |
| Lucchese        | 8  | 2  | 1  | 1  | 0  | 1  | 3  | 2  | 2  | 4  | 9  | 14  | -5  | No    |
| Mantova         | 4  | 1  | 1  | 0  | 0  | 0  | 2  | 1  | 1  | 2  | 2  | 4   | -2  | No    |
| Messina         | 6  | 3  | 0  | 0  | 0  | 2  | 1  | 3  | 2  | 1  | 5  | 4   | +1  | Si    |
| Milan           | 58 | 9  | 8  | 12 | 3  | 2  | 24 | 12 | 10 | 36 | 44 | 105 | -61 | No    |
| Modena          | 4  | 0  | 2  | 0  | 0  | 0  | 2  | 0  | 2  | 2  | 2  | 8   | -6  | No    |
| Napoli          | 48 | 8  | 9  | 7  | 1  | 6  | 17 | 9  | 15 | 24 | 33 | 78  | -45 | No    |
| Novara          | 14 | 6  | 1  | 0  | 0  | 2  | 4  | 7  | 3  | 4  | 25 | 21  | +4  | Si    |
| Padova          | 18 | 7  | 2  | 0  | 0  | 2  | 7  | 7  | 2  | 7  | 25 | 21  | +4  |       |
| Parma           | 18 | 4  | 2  | 3  | 0  | 4  | 5  | 4  | 6  | 8  | 25 | 29  | -4  | No    |
| Pescara         | 6  | 1  | 2  | 0  | 0  | 1  | 2  | 1  | 3  | 2  | 3  | 5   | -2  | No    |
| Pisa            | 2  | 1  | 0  | 0  | 0  | 0  | 1  | 1  | 0  | 1  | 2  | 4   | -2  |       |
| Pro Patria      | 12 | 4  | 1  | 1  | 1  | 1  | 4  | 5  | 2  | 5  | 21 | 13  | +8  |       |
| Pro Vercelli    | 6  | 2  | 1  | 0  | 0  | 1  | 2  | 2  | 2  | 2  | 5  | 7   | -2  |       |
| Reggina         | 10 | 3  | 2  | 0  | 0  | 4  | 1  | 3  | 6  | 1  | 10 | 8   | +2  | Si    |
| Roma            | 58 | 10 | 8  | 11 | 5  | 4  | 20 | 15 | 12 | 31 | 69 | 111 | -42 | No    |
| Salernitana     | 2  | 1  | 0  | 0  | 0  | 1  | 0  | 1  | 1  | 0  | 1  | 0   | +1  | Si    |
| Sampdoria       | 48 | 12 | 9  | 3  | 6  | 9  | 9  | 18 | 18 | 12 | 62 | 58  | +4  | Si    |
| Sampierdarenese | 4  | 2  | 0  | 0  | 0  | 0  | 2  | 2  | 0  | 2  | 3  | 3   | 0   |       |
| Sassuolo        | 6  | 1  | 0  | 2  | 0  | 2  | 1  | 1  | 2  | 3  | 5  | 9   | -4  | No    |
| Siena           | 18 | 5  | 1  | 3  | 2  | 4  | 3  | 7  | 5  | 6  | 22 | 22  | 0   | Si    |
| SPAL            | 14 | 2  | 3  | 2  | 2  | 0  | 5  | 4  | 3  | 7  | 11 | 17  | -6  | No    |
| Ternana         | 2  | 0  | 1  | 0  | 0  | 1  | 0  | 0  | 2  | 0  | 1  | 1   | 0   |       |
| Torino          | 46 | 9  | 9  | 5  | 1  | 5  | 17 | 10 | 14 | 22 | 37 | 73  | -36 | No    |
| Treviso         | 2  | 1  | 0  | 0  | 0  | 1  | 0  | 1  | 1  | 0  | 3  | 2   | +1  | Si    |
| Triestina       | 22 | 8  | 2  | 1  | 0  | 2  | 9  | 8  | 4  | 10 | 26 | 28  | -2  | No    |
| Udinese         | 38 | 9  | 4  | 6  | 5  | 5  | 9  | 14 | 9  | 15 | 48 | 54  | -6  | No    |
| Varese          | 2  | 0  | 1  | 0  | 0  | 1  | 0  | 0  | 2  | 0  | 1  | 1   | 0   |       |
| Verona          | 10 | 3  | 2  | 0  | 1  | 1  | 3  | 4  | 3  | 3  | 9  | 10  | -1  | Si    |
| Vicenza         | 14 | 4  | 1  | 2  | 0  | 3  | 4  | 4  | 4  | 6  | 14 | 20  | -6  | No    |

### Partecipazioni

#### Competizioni nazionali

##### Partecipazioni ai campionati
| Livello | Categoria              | Partecipazioni | Debutto   | Ultima stagione | Totale |
| ------- | ---------------------- | -------------- | --------- | --------------- | ------ |
| 1º      | Prima Divisione        | 5              | 1921-1922 | 1925-1926       | 35     |
| 1º      | Divisione Nazionale    | 1              | 1945-1946 | 1945-1946       | 35     |
| 1º      | Serie A                | 29             | 1932-1933 | 2016-2017       | 35     |
| 2º      | Prima Divisione        | 1              | 1926-1927 | 1926-1927       | 47     |
| 2º      | Serie B                | 47             | 1930-1931 | 2024-2025       | 47     |
| 3º      | Campionato Meridionale | 1              | 1928-1929 | 1928-1929       | 14     |
| 3º      | Prima Divisione        | 1              | 1929-1930 | 1929-1930       | 14     |
| 3º      | Serie C                | 3              | 1941-1942 | 2021-2022       | 14     |
| 3º      | Serie C1               | 9              | 1984-1985 | 2000-2001       | 14     |
| 4º      | Serie C2               | 1              | 1987-1988 | 1987-1988       | 2      |
| 4º      | Serie D                | 1              | 2019-2020 | 2019-2020       | 2      |

#### Grafico Piazzamenti
Il grafico seguente riporta le posizioni di campionato ottenute dal Palermo a partire dal girone unico 1930-1931.
Legenda: Serie A Serie B Serie C/C1 Serie C2/D Escluso/Radiato Divisione Nazionale

Dati aggiornati fino alla stagione 2024-2025

##### Partecipazioni alle coppe
| Competizione          | Partecipazioni | Debutto   | Ultima stagione |
| --------------------- | -------------- | --------- | --------------- |
| Coppa Italia          | 69             | 1935-1936 | 2025-2026       |
| Coppa Italia Serie C  | 11             | 1984-1985 | 2021-2022       |
| Coppa Italia Serie D  | 1              | 2019-2020 | 2019-2020       |
| Supercoppa di Serie C | 1              | 2001      | 2001            |

##### Competizioni internazionali
| Competizione                    | Partecipazioni | Debutto   | Ultima stagione |
| Coppa UEFA / UEFA Europa League | 5              | 2005-2006 | 2011-2012       |
| Coppa Mitropa                   | 2              | 1960      | 1968-1969       |
| Coppa delle Alpi                | 1              | 1960      | 1960            |

## Record della squadra

### Statistiche e piazzamenti

#### Nei campionati italiani
Nelle 90 stagioni intercorse dall'introduzione dell'odierna struttura dei campionati italiani basata su tre leghe professionistiche con la fondazione del Direttorio Divisioni Superiori (DDS) nel 1926, il Palermo, in tre anni (1927-1928, 1940-1941, 1986-1987), è rimasto inattivo per fallimento: nei primi due casi il suo posto venne preso da club cittadini (rispettivamente Vigor e Juventina Palermo), nei quali la matricola rosanero poi confluì, militanti in tornei precursori dell'odierna Serie C, tanto che ai sensi delle NOIF della FIGC si potrebbero aggiungere altre due stagioni di terza serie al sovrastante computo (per un totale di 14 annate), mentre solo nell'ultimo caso si assistette a un totale anno sabbatico nella vita calcistica palermitana, con l'eccezione però del proprio girone eliminatorio di Coppa Italia di quella stagione, poiché fu radiata il giorno dopo l'ultima gara eliminatoria della competizione, dunque a pochi giorni dall'avvio di campionato, durante il cui inizio venne dichiarata fallita. Nelle particolari edizioni 1928-1929 e 1945-1946 la classificazione è stata determinata in ossequio alle determinazioni ufficiali della FIGC sui titoli sportivi: nel primo caso la compagine rosanero è stata esclusa dai titoli di Divisione Nazionale A e B, unificati attribuiti nel 1928 dall'allora presidente Leandro Arpinati; nel secondo caso è stata ammessa con il titolo di B, assegnato dalla Federcalcio.
Per quanto riguarda invece l'antico ordinamento di Lega Sud, il Palermo partecipò a cinque campionati di Prima Divisione dal 1921 al 1926.

#### Nelle coppe nazionali
Dalla stagione 1935-1936 sino a quella 2024-2025, il Palermo ha partecipato a 68 edizioni di Coppa Italia, arrivando in finale in tre occasioni (1973-1974, 1978-1979 e 2010-2011). Purtroppo i rosanero ne sono usciti sconfitti, rispettivamente contro Bologna, Juventus e Inter, detenendo, assieme al Verona, il record negativo di finali perse di coppa nazionale, 3.
Nei primi due casi il Palermo è giunto finalista non militando nella massima divisione del calcio italiano, mentre nel terzo e ultimo caso, per la prima volta, è arrivato storicamente in finale nella competizione quando militava in Serie A.
Quando ci fu il secondo fallimento societario della storia rosanero, nel 1940, un altro club cittadino, divenuto nel frattempo maggiore, lo sostituì, poi - a sua volta - fuso con la rifondata società siciliana, per l'anno 1940-1941, la Juventina Palermo, allora appena promossa e militante in Serie C e tramite cui, in quel periodo, la compagine si era qualificata alla coppa nazionale: secondo i sensi delle NOIF della FIGC si potrebbe aggiungere una presenza, per un totale di 65 annate. Nel 1986-1987 i rosanero hanno disputato l'omonima competizione non partecipando a nessun campionato, visto che la squadra, l'8 settembre 1986, è stata radiata e poi, il 18 settembre, agli inizi dei campionati nazionali, dichiarata fallita: i siciliani si qualificarono in Coppa poiché l'anno prima erano in Serie B (nel quale avevano ottenuto la salvezza sul campo) e la competizione era incominciata da un mese e terminata il giorno prima la radiazione e i tempi regolamentari per le iscrizioni e le fideiussioni dei campionati o dei ripescaggi.
Alla stagione 2024-2025, il Palermo non ha partecipato alla massima coppa nazionale soltanto per 8 volte.
Nella Coppa Italia di Serie C, invece, i rosanero parteciparono a 10 annate (la prima nel 1984-1985 dopo la precedente retrocessione sul campo dal secondo al terzo livello calcistico del Palermo), vincendo, nell'anno 1992-1993 contro il Como, il trofeo professionistico dopo 3 finali perse (1987-1988 contro il Monza, 1989-1990 contro la Lucchese e, l'ultima, consecutivamente, 1990-1991 di nuovo con il Monza).
Nella stagione 2020-2021, i rosanero avrebbero dovuto tornare a disputare la Coppa Italia Serie C dopo 20 anni, tuttavia proprio in quell'anno il trofeo conobbe la sua prima interruzione a causa di un calendario troppo affollato, conseguenza legata all'emergenza della pandemia di COVID-19 in Italia.
Al termine della stagione 2000-2001 il Palermo ha anche esordito, per la sua prima e unica volta, nella Supercoppa di Serie C, allora da un anno inaugurata, poi persa contro il Modena al termine di un doppio confronto che li vide perdere con il risultato complessivo di 5-0.

### Partite-record della squadra

#### Nei campionati italiani
| In casa - Vittoria con il massimo scarto: 22/1/1922: Palermo-Vigor Trapani 12-0 (3ª g. Prima Divisione 1921-1922) - Vittoria con il massimo scarto in Serie A: 5/11/1950: Palermo-Pro Patria 8-0 (9ª g. Serie A 1950-1951) - Vittoria con il massimo scarto in Serie B: 19/10/1947: Palermo-Ternana 8-0 (6ª g. Serie B 1947-1948) - Vittoria con il massimo scarto in Serie C: 24/5/1942: Palermo-Brindisi 9-0 (25ª g. Serie C 1941-1942) - Vittoria con il massimo scarto in Serie C2/D: 3/11/2019: Palermo-Corigliano 6-0 (10ª g. Serie D 2019-2020) - Vittoria con il massimo scarto in Coppa Italia: 6/8/2017: Palermo-Virtus Francavilla 5-0 (Secondo turno, Coppa Italia 2017-2018) - Sconfitta con il massimo scarto: 27/2/2011: Palermo-Udinese 0-7 (27ª g. Serie A 2010-2011) - Sconfitta con il massimo scarto in Coppa Italia: 21/9/1975: Palermo-Napoli 0-3 (5ª g. fase a gironi, Coppa Italia 1975-1976) 27/9/1986: Palermo-Atalanta 0-3 (2ª g. fase a gironi, Coppa Italia 1986-1987) 23/8/2014: Palermo-Modena 0-3 (Terzo turno, Coppa Italia 2014-2015) - Pareggio con il massimo numero di gol: 6/5/2012: Palermo-Chievo 4-4 (37ª g. 2011-2012) | In trasferta - Vittoria con il massimo scarto in Serie A: 3/3/1935: Livorno-Palermo 0-3 (18ª g. Serie A 1934-1935) 19/9/1948: Fiorentina-Palermo 0-3 (1ª g. Serie A 1948-1949) 21/10/1951: Udinese-Palermo 0-3 (7ª g. Serie A 1951-1952) - Vittoria con il massimo scarto in Serie B: 23/10/1994: Lecce-Palermo 1-7 (8ª g. Serie B 1994-1995) - Vittoria con il massimo scarto in Serie C: 1/3/1942: Pol. Lucana Potenza-Palermo 1-8 (16ª g. Serie C 1941-1942) - Vittoria con il massimo scarto in Serie C2/D: 18/10/1987: Benevento-Palermo 0-6 (5ª g. Serie C2 1987-1988) - Vittoria con il massimo scarto in Coppa Italia: 3/9/1978: Torino-Palermo 1-3 (3ª g. fase a gironi, Coppa Italia 1978-1979) 20/9/1995: Acireale-Palermo 0-2 (Primo turno, Coppa Italia 1995-1996) - Sconfitta con il massimo scarto: 18/2/1951: Milan-Palermo 9-0 (24ª g. Serie A 1951-1952) - Sconfitta con il massimo scarto in Coppa Italia: 22/8/1984: Juventus-Palermo 6-0 (1ª g. fase a giorni, Coppa Italia 1984-1985) - Pareggio con il massimo numero di gol: 1/2/2012: Inter-Palermo 4-4 (21ª g. 2011-2012) |

#### Nelle competizioni internazionali
| In casa - Vittoria con il massimo scarto: 15/12/2005: Palermo-Brøndby 3-0 (5ª g. fase a gironi Coppa UEFA 2005-2006) 28/9/2006: Palermo-West Ham Utd 3-0 (Primo turno, gara d'andata Coppa UEFA 2006-2007) 19/8/2010: Palermo-Maribor 3-0 (Play-off, gara d'andata UEFA Europa League 2010-2011) - Sconfitta con il massimo scarto: 21/10/2010: Palermo-CSKA Mosca 0-3 (3ª g. UEFA Europa League 2010-2011) - Pareggio con il massimo numero di gol: 2/12/2010: Palermo-Sparta Praga 2-2 (5ª g. fase a gironi, UEFA Europa League 2010-2011) 28/7/2011: Palermo-Thun 2-2 (Terzo turno preliminare, UEFA Europa League 2011-2012) | In trasferta - Vittoria con il massimo scarto: 29/9/2005: Anorthōsis-Palermo 0-4 (Primo turno, gara di ritorno Coppa UEFA 2005-2006) - Sconfitta con il massimo scarto: ?/12/1968: Internacionál Slovnaft Bratislava-Palermo 3-0 (Ottavi di finale, gara d'andata Coppa Mitropa 1968-1969) 16/3/2006: Schalke 04-Palermo 3-0 (Ottavi di finale, gara di ritorno, Coppa UEFA 2005-2006 23/11/2006: Fenerbahçe-Palermo 3-0 (3ª g. fase a gironi, Coppa UEFA 2006-2007) |

### Piazzamenti-record della squadra nei campionati italiani

#### In Serie A
| Punti - Maggior numero di punti in un campionato: - Vittoria da 2 punti: A 16 squadre: 29 (stagione 1934-35). A 18 squadre: 35 (stagione 1961-62). A 20 squadre: 36 (stagioni 1948-49 e 1951-52). - Vittoria da 3 punti (dal 1994): A 20 squadre: 65 (stagione 2009-10). - Minor numero di punti in un campionato: - Vittoria da 2 punti: A 16 squadre: 17 (stagione 1972-73). A 18 squadre: 20 (stagione 1962-63). A 20 squadre: 33 (stagione 1949-50). - Vittoria da 3 punti (dal 1994): A 20 squadre: 26 (stagione 2016-17). | Reti - Maggior numero di reti segnate in un campionato: A 16 squadre: 27 (stagione 1934-45). A 18 squadre: 43 (stagione 1952-53). A 20 squadre: 59 (stagioni 1950-51 e stagione 2009-10). - Minor numero di reti segnate in un campionato: A 16 squadre: 13 (stagione 1972-73). A 18 squadre: 18 (stagione 1962-63). A 20 squadre: 33 (stagione 2016-17). - Maggior numero di reti subite in un campionato: A 16 squadre: 50 (stagione 1935-36). A 18 squadre: 63 (stagione 1956-57). A 20 squadre: 77 (stagione 2016-17). - Minor numero di reti subite in un campionato: A 16 squadre: 32 (stagione 1968-69). A 18 squadre: 35 (stagione 1961-62). A 20 squadre: 44 (stagione 2004-05). |

- Maggior numero di vittorie in un campionato:
A 16 squadre: 10 (stagione 1935-36).
A 18 squadre: 13 (stagione 1961-62).
A 20 squadre: 18 (stagione 2009-10)..
- Minor numero di vittorie in un campionato:
A 16 squadre: 3 (stagione 1972-73).
A 18 squadre: 5 (stagione 1962-63).
A 20 squadre: 6 (stagioni stagione 2012-13 e 2016-17).
- Maggior numero di pareggi in un campionato:
A 16 squadre: 11 (stagioni 1934-35, 1968-69 e 1972-73).
A 18 squadre: 15 (stagione 1959-60).
A 20 squadre: 17 (stagione 2004-05).
- Minor numero di pareggi in un campionato:
A 16 squadre: 3 (stagione 1935-36).
A 18 squadre: 7 (stagione 1931-32).
A 20 squadre: 5 (stagione 2010-11).
- Maggior numero di sconfitte in un campionato:
A 16 squadre: 17 (1935-36).
A 18 squadre: 19 (stagioni 1956-57 e 1962-1863).
A 20 squadre: 24 (stagione 2016-17).

- Minor numero di sconfitte in un campionato:
A 16 squadre: 10 (stagione 1934-35).
A 18 squadre: 12 (stagione 1961-62).
A 20 squadre: 9 (stagioni 04-05 e stagione 2009-10).
- Più lunga serie positiva casalinga di partite:
24[70] (tra la 14ª giornata della stagione 2008-2009 e la 1ª giornata della stagione 2010-2011).
- Più lunga serie negativa casalinga - e assoluta - di partite:
8[71] (tra la 1ª e la 16ª giornata della 2016-17).

#### In Serie B
| Punti - Maggior numero di punti in un campionato: - Vittoria da 2 punti: A 16 squadre: 30 (stagione 1936-37). A 17 squadre: 35 (stagione 1937-38). A 18 squadre: 50 (stagione 1931-22). A 20 squadre: 49 (stagione 1958-59). A 21 squadre: 52 (stagione 1967-68). - Vittoria da 3 punti (dal 1994): A 20 squadre: 58 (stagione 2002-03). A 22 squadre: 86 (stagione 2013-14). A 24 squadre: 83 (stagione 2003-04). - Minor numero di punti in un campionato: - Vittoria da 2 punti: A 16 squadre: 30 (stagione 1936-37). A 17 squadre: 31 (stagione 1946-47). A 18 squadre: 29 (stagione 1939-40). A 20 squadre: 33 (stagione 1976-77). A 21 squadre: 52 (stagione 1967-68). - Vittoria da 3 punti (dal 1994): A 20 squadre: 35 (stagione 1996-97). A 22 squadre: 43 (stagione 2018-19). A 24 squadre: 83 (stagione 2003-04). | Reti - Maggior numero di reti segnate in un campionato: A 16 squadre: 43 (stagione 1936-37). A 17 squadre: 46 (stagione 1937-38). A 18 squadre: 80 (stagione 1931-32). A 20 squadre: 75 (stagione 2003-04). A 21 squadre: 40 (stagione 1967-68). A 22 squadre: 62 (stagione 2013-14). A 24 squadre: 75 (stagione 2003-04). - Minor numero di reti segnate in un campionato: A 16 squadre: 43 (stagione 1936-37). A 17 squadre: 36 (stagione 1946-47). A 18 squadre: 35 (stagione 1938-39). A 20 squadre: 36 (stagione 1981-82). A 21 squadre: 40 (stagione 1967-68). A 22 squadre: 57 (stagione 2018-19). A 24 squadre: 75 (stagione 2003-04). - Maggior numero di reti subite in un campionato: A 16 squadre: 32 (stagione 1936-37). A 17 squadre: 43 (stagione 1937-38). A 18 squadre: 69 (stagione 1939-40). A 20 squadre: 55 (stagione 1996-97). A 21 squadre: 23 (stagione 1967-68). A 22 squadre: 39 (stagione 2017-18). A 24 squadre: 39 (stagione 2003-04). - Minor numero di reti subite in un campionato: A 16 squadre: 32 (stagione 1936-37). A 17 squadre: 35 (stagione 1946-47). A 18 squadre: 30 (stagione 1947-48). A 20 squadre: 22 (stagione 1971-72). A 21 squadre: 23 (stagione 1967-68). A 22 squadre: 28 (stagione 2013-14). A 24 squadre: 39 (stagione 2003-04). |

- Maggior numero di vittorie in un campionato:
A 16 squadre: 9 (stagione 1936-37).
A 17 squadre: 15 (stagione 1937-38).
A 18 squadre: 21 (stagione 1931-32).
A 20 squadre: 18 (stagione 1958-59).
A 21 squadre: 18 (stagione 1967-68).
A 22 squadre: 25 (stagione 2013-14).
A 24 squadre: 22 (stagione 2003-04).
- Minor numero di vittorie in un campionato:
A 16 squadre: 9 (stagione 1936-37).
A 17 squadre: 11 (stagione 1946-47).
A 18 squadre: 10 (stagione 1954-55).
A 20 squadre: 6 (stagione 1996-97).
A 21 squadre: 18 (stagione 1967-68).
A 22 squadre: 16 (stagione 2018-19).
A 24 squadre: 22 (stagione 2003-04).
- Maggior numero di pareggi in un campionato:
A 16 squadre: 12 (stagione 1936-37).
A 17 squadre: 5 (stagione 1937-38).
A 18 squadre: 13 (stagioni 1955-56 e 1957-58).
A 20 squadre: 21 (stagioni stagione 1970-71, 1973-74 e 1980-81).
A 21 squadre: 16 (stagione 1967-68).
A 22 squadre: 17 (stagione 2017-18).
A 24 squadre: 17 (stagione 2003-04).

- Minor numero di pareggi in un campionato:
A 16 squadre: 12 (stagione 1936-37).
A 17 squadre: 9 (stagione 1946-47).
A 18 squadre: 7 (stagione 1939-40).
A 20 squadre: 10 (stagione 2024-25).
A 21 squadre: 16 (stagione 1967-68).
A 22 squadre: 11 (stagione 2013-14).
A 24 squadre: 17 (stagione 2003-04).
- Maggior numero di sconfitte in un campionato:
A 16 squadre: 9 (stagione 1936-37).
A 17 squadre: 12 (stagioni 1937-38 e 1946-47).
A 18 squadre: 16 (stagione 1939-40).
A 20 squadre: 15 (stagioni 1982-83 e 1995-96).
A 21 squadre: 6 (stagione 1967-68).
A 22 squadre: 7 (stagione 2017-18).
A 24 squadre: 7 (stagione 2003-04).

- Minor numero di sconfitte in un campionato:
A 16 squadre: 9 (stagione 1936-37).
A 17 squadre: 12 (stagioni 1937-38 e 1946-47).
A 18 squadre: 4 (stagione 1955-56).
A 20 squadre: 5 (stagione 1968-69).
A 21 squadre: 6 (stagione 1967-68).
A 22 squadre: 5 (stagione 2018-19).
A 24 squadre: 7 (stagione 2003-04).